# كورتينو
كورتينو (بالإيطالية: Cortino)‏ هي بلدية في مقاطعة تيرامو في إقليم أبروتسو الإيطالي.

## السكان
في سنة 1861 بلغ عدد السكان 1٬758 نسمة، وتطور العدد ليصل في سنة 2011 لـ 683 نسمة.
يظهر هذا المخطط البياني تطور النمو السكاني لـ كورتينو